# Michal Goleniewski
 (février 2013).
Si vous disposez d'ouvrages ou d'articles de référence ou si vous connaissez des sites web de qualité traitant du thème abordé ici, merci de compléter l'article en donnant les références utiles à sa vérifiabilité et en les liant à la section « Notes et références ».
Michal Goleniewski (né le 16 août 1922 à Nieswiez, alors en Pologne, et décédé le 2 juillet 1993 à New York), était une « taupe » polonaise et un imposteur se prenant pour le tsarévitch Alexis de Russie. Il travailla pour la CIA à partir de 1958.

## Biographie
Goleniewski ne termine pas ses études au lycée et s'engage plus tard dans l'armée polonaise, juste à la fin de la Seconde Guerre mondiale. Il adhère ensuite au Parti ouvrier unifié polonais (POUP), c'est-à-dire le parti communiste. Il poursuit des études de droit à l'Université de Poznan et atteint le grade de lieutenant-colonel en 1955. Il soutient une thèse en politologie en 1956 et s'installe à Varsovie. Il est vraisemblable que c'est à cette époque qu'il commence à collaborer avec le septième bureau du ministère polonais de la Défense, c'est-à-dire les renseignements militaires. Il suit des stages de formation de 1957 à 1960. Il est directeur en second du service des informations du ministère de 1955 à 1957. Il collabore aussi avec le KGB, qu'il informe des activités polonaises et auquel il fournit des informations concernant l'Allemagne de l'Ouest et la Suisse.
Le 1er avril 1958, il écrit à l'ambassadeur américain à Genève, proposant de travailler pour la CIA en tant qu'agent en place ou « taupe ». Il signe sa demande du pseudonyme « Heckenschütze » et prend donc par la suite le nom de code de « Sniper ». Contre toute attente, sa proposition est prise en considération. Suivent ensuite treize lettres. Sa collaboration effective date de 1961. Goleniewski parvient à fournir à la CIA deux mille microfilms, cent soixante documents secrets et près de cinq mille biographies d'espions soviétiques à l'Ouest, d'agents d'influence, de personnalités économiques ou politiques pouvant intéresser les Américains.[réf. nécessaire] Il a notamment permis de démasquer comme espions soviétiques l'officier du MI6 George Blake, le fonctionnaire de l'amirauté Harry Houghton, le haut responsable du service de renseignement ouest-allemand, Heinz Felfe, le colonel suédois Stig Wennerström, le fonctionnaire de la défense israélienne Israel Beer et le diplomate américain Irvin C. Scarbeck. 
Goleniewski se rend avec sa maîtresse Ingrid Kampf à la représentation américaine à Berlin-Ouest en 1960, donnant des preuves de son identité en tant que Sniper et demandant l'asile politique à la RFA, sous le nom d'Alexis Romanov. Ingrid Kampf et Goleniewski sont exfiltrés aux États-Unis le 18 janvier 1961, et condamnés à la peine de mort par le gouvernement polonais. On commence à avoir des doutes sur la santé mentale de Goleniewski, lorsqu'il affirme qu'Henry Kissinger collabore au MI5 britannique. Goleniewski reçoit la citoyenneté américaine en 1963, sous le nom de Romanov. Il est renvoyé de la CIA peu après. Il épouse sa maîtresse Ingrid Kampf, le 30 septembre 1964, quelques heures avant qu'elle n'accouche de leur fille Tatiana. 
Il poursuit sa vie dans le quartier du Queens à New York, se prenant pour le fils de Nicolas II, et invectivant la Russie et l'Église orthodoxe qui refusent de le reconnaître, alors qu'il clame dans son obsession que le tzarévitch (né en 1904, donc de dix-huit ans plus âgé que lui) avait échappé à ses bourreaux d'Ekaterinbourg.